# ウジェーヌ・イザイ
ウジェーヌ＝オーギュスト・イザイ（Eugène-Auguste Ysaÿe, 1858年7月16日 リエージュ - 1931年5月12日 ブリュッセル）は、ベルギーのヴァイオリニスト、作曲家、指揮者。

## 略歴
5歳の頃から父親にヴァイオリンの指導を受け、リエージュ音楽院に進むとアンリ・ヴュータンやヘンリク・ヴィエニャフスキに師事、いわゆる「フランコ・ベルギー楽派」の教育を受ける。音楽院を卒業後はベンヤミン・ビルゼの楽団（ベルリン・フィルハーモニー管弦楽団の前身）においてコンサートマスターを務めるかたわらソリストとして演奏活動を行う。この時期にヨーゼフ・ヨアヒム、クララ・シューマン、フランツ・リスト、後にともに演奏旅行を行うアントン・ルビンシテインなどと親交を結ぶ。
イザイは1885年にコンセール・コロンヌと共演したことで決定的な成功を収め、以降欧米各地で名声を博した。イザイのために作品を書いた作曲家にはセザール・フランク、カミーユ・サン＝サーンス、エルネスト・ショーソンなどがいる。1886年にはイザイ弦楽四重奏団を設立し、後にクロード・ドビュッシーの『弦楽四重奏曲』を初演した。指揮者としても活動し、1918年にシンシナティ交響楽団の音楽監督に就任している。ニューヨーク・フィルハーモニックからの招聘もあったが、これは多忙な演奏活動のために辞退した。
また1886年にブリュッセル音楽院の教授に就任し、後進の指導にも力を入れた。弟子にはナタン・ミルシテイン、ジョニー・ハイケンス、ジョーゼフ・ギンゴールド、オスカー・シュムスキー、ウィリアム・プリムローズ、アルド・フェラレージなどがいる。
没後の1937年からはイザイを記念した「イザイ国際コンクール」が開催され、これはエリザベート王妃国際音楽コンクールの前身となった。

## 音楽
演奏家としてはその高い技術と説得力ある表現（多彩なヴィブラートの用法と巧みなテンポ・ルバートが特色として伝えられている）で多くの聴衆を惹き付け、ヴァイオリン音楽に大きな影響を与えた。パブロ・カザルスは「イザイほど正確な演奏ができるヴァイオリニストを聴いたことがない」、カール・フレッシュは「彼は『ヴァイオリンの騎士』、最後の大ヴィルトゥオーゾ、我々の芸術における忘れがたい記念碑として記憶に残り続けるだろう」と述べている。
作曲家としてはヴァイオリンのための作品を中心に残しており、ヨハン・ゼバスティアン・バッハの無伴奏ヴァイオリンのためのソナタとパルティータを強く意識した『無伴奏ヴァイオリンソナタ』がよく演奏され、エリザベート国際王妃音楽コンクールの課題の常連である。しかし一部の作品を除くと未だに演奏機会は少なく、作品の演奏がおしなべて困難であることもあって作曲活動の全貌は明らかになっておらず、いまだに全集の編纂すらない。

## 作品
以下に挙げるほかに多くの協奏的作品、室内楽曲、1曲のオペラなどがある。
- 悲劇的詩曲（Poème élégiaque）（ヴァイオリンと管弦楽のための）作品12
- 子どもの夢（Rêve d'enfant）（ヴァイオリンと管弦楽のための）作品14
- 恍惚（Extase）（ヴァイオリンと管弦楽のための）作品21
- 去年の雪（Les neiges d'antan）（ヴァイオリンと管弦楽のための）作品25
- 無伴奏ヴァイオリンソナタ 作品27（1924）: イザイの代表作。6曲それぞれが別のヴァイオリニストに捧げられており、彼らを意識して書かれている。
  - 第1番 ト短調（献呈: ヨゼフ・シゲティ）
  - 第2番 イ短調（献呈: ジャック・ティボー）
  - 第3番 ニ短調 「バラード(Ballade)」(献呈: ジョルジェ・エネスク）
  - 第4番 ホ短調（献呈: フリッツ・クライスラー）
  - 第5番 ト長調（献呈: マチュー・クリックボーム）
  - 第6番 ホ長調（献呈: マヌエル・キロガ）
- 無伴奏ヴァイオリンソナタ ハ長調 作品27bis（1924、未完成。2018年発見）
- 無伴奏チェロ・ソナタ 作品28（ガスパール・カサドの依頼により作曲、カサドに献呈されている。）
- 2本のヴァイオリンのためのソナタ（遺作、1915）
- ワルツ形式の練習曲による奇想曲（原曲：カミーユ・サン＝サーンス）
- ヴァイオリン協奏曲のためのカデンツァ
  - ヴィオッティ: ヴァイオリン協奏曲第22番
  - モーツァルト: ヴァイオリン協奏曲第3番ト長調
  - ベートーヴェン: ヴァイオリン協奏曲ニ長調
  - ブラームス: ヴァイオリン協奏曲ニ長調
  - チャイコフスキー: ヴァイオリン協奏曲ニ長調

## 関連文献
- Slonimsky, Nicolas (2001). Baker's Biographical Dictionary of Musicians (Centennial ed.). New York: Schirmer Books. ISBN 0-02-865525-7.
- Ginsburg, Dr. Lev (1980). Ysaÿe (English, Edited by Dr. H.R. Axelrod, translated from Russian by X. M. Danko ed.). Neptune City, New Jersey: Paganiniana Productions, Inc.
- José Quitin, Eugène Ysaÿe, étude biographique et critique, Genève, Bosworth, 1938
- Ernest Christen, Ysaÿe, Genève, Labor et Fides, 1946
- Antoine Ysaÿe, Eugène Ysaÿe : sa vie, son œuvre, son influence, Bruxelles, l'Écran du Monde, 1947
- Michel Stockhem, Eugène Ysaÿe et la musique de chambre, Liège, Pierre Mardaga, 1990
- Maxime-Benoît Jeannin, Eugène Ysaye : Le dernier romantique ou Le sacre du violon, Bruxelles : Le Cri, 1989 (ISBN 2-87106-021-5)
- Marie Cornaz, Eugène Ysaÿe : 1858-2008, catalogue de l'exposition organisée à l'occasion du cent cinquantième anniversaire de la naissance d'Eugène Ysaÿe du 16 mai au 23 août 2008, Bruxelles, Bibliothèque royale de Belgique, 2008 (ISBN 2-87093-165-4)
- Bernard Huys (éd.), L'école belge du violon, catalogue de l'exposition organisée à la Bibliothèque royale de Belgique du 9 septembre au 14 octobre 1978, Bruxelles : Bibliothèque royale de Belgique, 1978
- Zidrou et Raphaël Bleuchot, Tourne-disque, Bruxelles, Le Lombard, 2014, 104p. (ISBN 978-2-8036-3219-0)*Theodore Baker et Nicolas Slonimsky (trad. Marie-Stella Pâris, préf. Nicolas Slonimsky), Dictionnaire biographique des musiciens [« Baker's Biographical Dictionary of Musicians »], t. 3 : P-Z, Paris, Robert Laffont, coll. « Bouquins », 1995 (réimpr. 1905, 1919, 1940, 1958, 1978), 8e éd. (1re éd. 1900), 4 728 p. (ISBN 2-221-07778-4), p. 4 675
- Eugène Ysaÿe, Prefazione, in Henri Vercheval, Dizionario del violinista, violista e violoncellista, Bologna, Sarti, 1924, pp. 9-10.
- Antoine Ysaÿe, Eugene Ysaÿe, Sa vie - Son œuvre - Son influence d'après les documents recueillis par son fils, préface de Yehudi Menuhin, Editions l'Écran du Monde-Les deux Sirènes, Bruxelles-Paris, s.a. [1947]; tr. ingl. Antoine Ysaÿe-Bertram Ratcliffe, Ysaÿe, his life, work and influence; with a preface by Yehudi Menuhin London-Toronto, W. Heinemann, 1947
- Boris Schwarz, Eugène Ysaÿe, in Great Masters of the Violin: From Corelli and Vivaldi to Stern, Zukerman and Perlman, London, Robert Hale, 1983, pp. 279–294
- Henry Roth, Eugène Ysaÿe, in Violin Virtuosos, From Paganini to the 21st Century, Los Angeles, California Classics Books, 1997, pp. 20–32